# Castillo de Werfenstein
Werfenstein son las ruinas y restos de un Niederungsburg, localizado en la Alta Austria, región de Mühlviertel, situado en el transcurso del río Danubio, concretamente en el pueblo de Struden, en el municipio de St. Nikola an der Donau. Cuando el castillo fue asediado, se dice que las personas acorraladas se defendieron arrojando piedras, dándole el nombre al castillo.

## Ubicación y edificios
El castillo se construyó en un punto de gran importancia estratégica. También incluyó fortificaciones en la isla opuesta, Wörth. Si era necesario, el Danubio podría cerrarse al transporte marítimo estirando las cadenas entre las dos fortificaciones. Aguas abajo había otros sistemas similares.
El antiguo Vorburg fue demolido a principios del siglo XX cuando se construyó el Donauuferbahn. Se han conservado partes del muro cortina y de la torre. La esquina en forma de torre del Hauptburg consiste en mampostería en capas, las otras de mampostería de piedra de cantera. Los lados oeste y sur probablemente se agregaron en el gótico tardío. El torreón fue restaurado en 1907. La antigua puerta de entrada está a siete metros sobre el patio. Una vez hubo una extensión más grande frente a la entrada de hoy. La superficie actual del castillo es de 716 m².

## Nombre
El término "Werfenstein" se deriva de ahd. hwërbo  (vórtice, remolino) atrás. Werfenstein significa algo así como roca en el Danubio vórtice ("piedra de remolino").

## Historia

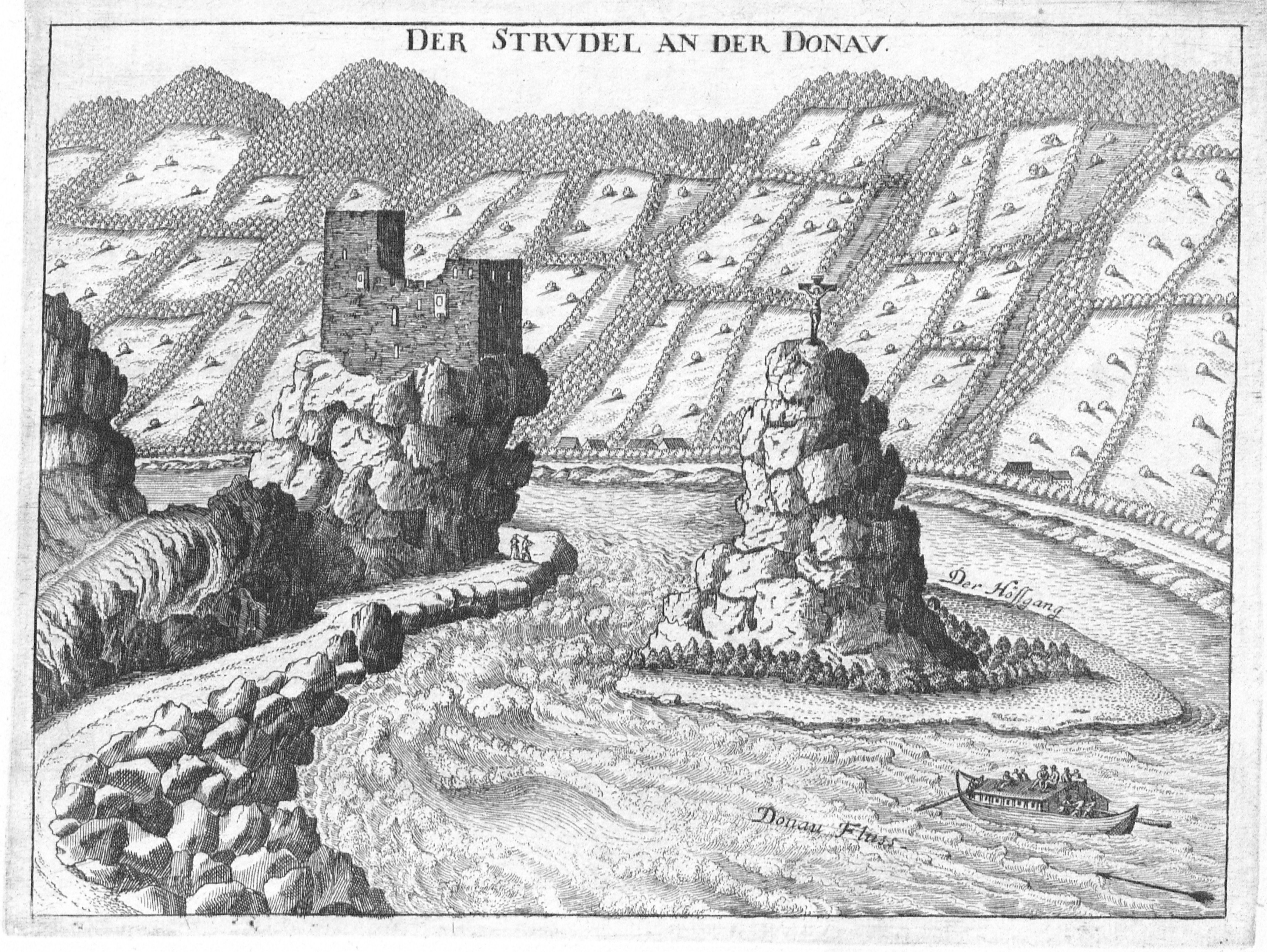
El grabado en cobre, 1674

El castillo fue mencionado por primera vez en un documento alrededor de 1256. En 1293, un seguidor del Deutscher Ritterordens ocupó la oficina de burgrave en Werfenstein. El castillo Werfenstein y los castillos Freyenstein y Pain fueron sitiados durante tres semanas en 1294. El rey Rodolfo, burgrave del castillo, dejó Werfenstein a Konrad von Summerau. Y en 1314, Friedrich der Schöne (Duque Friedrich) prometió los castillos Werfenstein, Hausstein (Hausstein) y Pain a Albert von Volkenstorf Volkenstorfer (familia noble). Heinrich Payr fue enterrado entre 1319 y 1320. El señorío fue devuelto en 1334. En 1416, el duque Albrecht V poseyó el castillo, aunque en 1422 este pasó a manos de Erhard Volkra. En 1461, Werfenstein cayó ante el duque Siegmund de Tirol. Bajo el emperador Federico III, Werfenstein fue transferido a los hermanos Sigmund y Heinrich Prueschenk, este último conde de Hardegg.
A finales del siglo XV, el castillo fue abandonado después de que los Prueschenk se mudaran al recién construido Greinburg. Werfenstein ya estaba sin techos en 1531. En 1645, se incendió el castillo, ya ruinoso. En 1780, el Palas fue demolido debido al riesgo de derrumbe sobre una calle cercana. Hasta finales del siglo XIX, Werfenstein perteneció a la regla Grein y fue propiedad de los duques de Casa de Sajonia-Coburgo y Gotha (Sajonia-Coburgo y Gotha). Cuando la reina Victoria de Inglaterra era propietaria de la finca de Greinburg, el mensajero de la corte inglesa Joseph Julius Kanné residía en Werfenstein, con lo que Werfenstein no sería entonces una ruina completa, sino que era usada con fines residenciales, hecho que continuó sucediendo.
En 1907, Jörg Lanz von Liebenfels adquirió la ruina a los sucesores de Kanné y la construyó en el "Ordensburg" de su Orden Neutempler folk-esotérica. En 1963, el castillo fue vendido de nuevo y convertido en una residencia de ancianos privada por el médico de Linz Hannes Kopf. Después de su muerte a mediados de la década de 1990, la propiedad volvió a cambiar de manos.

## Turismo
El castillo es claramente visible desde el Danubio y la Ruta ciclista del Danubio, desde 2010 la Donausteig con la "Donaurunde Burg Werfenstein" lo ha pasado.